# Hércules y Onfalia
Hércules y Onfalia es una pintura mitológica realizada por el maestro rococó François Boucher hacia 1735.

## Tema
Onfalia (en griego, Ομφάλη), era hija de Iardano o Yardano y esposa de Tmolo, príncipe de Lidia, cuyo trono heredó a su muerte. Durante su reinado, hasta ella llegó Hércules (en griego, Heracles) como esclavo condenado a servirla. El semidiós se enamoró de ella y le prodigaba todo tipo de atenciones, pero la reina optó por burlarse, obligándolo a vestir ropas femeninas y utilizar el huso y la rueca entre sus sirvientas, mientras ella lucía su piel del león de Nemea y maza. Finalmente, sus sentimientos también se volvieron favorables y se casaron, teniendo un hijo, Agelao, antepasado de Creso.

## Descripción
La imagen de Hércules hilando a los pies de Onfalia ataviada con su piel y maza fue muy tratada en el arte renacentista y barroco, pero Boucher escogió el momento posterior, mucho menos frecuente, cuando ambos se dejan llevar por la pasión.
Así, el artista presenta el momento en un lujoso interior contemporáneo que representa la alcoba de la princesa, con el héroe sentado en el lecho, besando a la princesa con la pasión y fuerza que de él son de esperar. La presencia de dos amorcillos, que se retiran llevándose la piel y la labor de hilado, rebaja la tensión de la escena, ensalzada por la pose elocuente de los amantes. En ambas figuras se distingue claramente la influencia de Rubens, especialmente por su desnudez, aunque de formas no tan rotundas, adaptadas a los nuevos y refinados gustos rococó. El colorido aporta ternura a la tensión de la pasión, mezclando de manera muy natural una gama cromática suave con una tenue iluminación que resalta la blancura del cuerpo femenino.
La obra escapa un tanto de la temática habitual del artista, que por lo general no era tan franco.